# 葉月美音
葉月美音（日语：／ Hazuki Mion，1990年10月24日—），日本AV女優。在寫真偶像時期，她曾使用山岸ゆか（日语：やまぎし ゆか）一名。她的三圍是B97-W59-H90，但身高僅155公分，因其嬌小身型與其I罩杯的巨乳成反比而聞名。

## 簡歷
葉月美音出生自埼玉縣。
她本身個性溫柔，並喜歡唱卡拉OK、AV鑑賞和旅行。其偶像是沖田杏梨、Hitomi和茉莉香。
2015年8月，葉月美音隨千乃杏美、沖田杏梨等人出席在台灣舉辦的台灣成人博覽會，並與現場的台灣粉絲互動。

## 外部連結
- 葉月美音的X（前Twitter）
- 葉月美音的Instagram帳戶